# En underbar jävla jul
En underbar jävla jul je švédský hraný film z roku 2015, který režírovala Helena Bergströmová podle vlastního scénáře. Snímek byl v ČR uveden v roce 2016 na filmovém festivalu Severský filmový klub pod názvem Kyselé Vánoce.

## Děj
Simonovi a Oscarovi je 27 let a už tři roky žijí spolu. Spolu se svojí kamarádkou Cissi si koupili starý dům, kde chtějí společně vychovávat své sítě. O tom však jejich rodiče zatím nevědí. Simon s Oscarem jim to chtějí říct až na Štědrý večer, proto obě rodiny pozvali na oslavu Vánoce|Vánoc k nim domů. Obě rodiny postupně přijíždějí. Oscarovi rodiče Ulf a Carina s babičkou Ebbou, Simonova matka Monica se svým přítelem Ramim a Simonův otec Millitiadis. Večer neprobíhá úplně podle plánů. Rodiče jsou v šoku, že Cissi s nimi čeká dítě. Cissi sama zjišťuje, že to asi nebyl dobrý nápad. 

## Obsazení
| Anastasios Soulis         | Simon                |
| Anton Lundqvist           | Oscar                |
| Maria Lundqvist           | Monica               |
| Robert Gustafsson         | Ulf                  |
| Rakel Wärmländer          | Cissi                |
| Michalis Koutsogiannakis  | Millitiadis          |
| Inga Landgré              | Gunn-Britt           |
| Helena Bergströmová       | Carina               |
| Kajsa Ernst               | Annica               |
| Peshang Rad               | Rami                 |
| Gustav Levin              | Håkan                |
| Frida Beckman             | Sofia                |
| Neo Siambalis             | Alex                 |
| Paulina Pizarro Swartling | Ebba                 |
| Rikard Wolff              | moderátor v televizi |